# Dandé
Dandé foi uma vila situada no atual Mali, na margem esquerda do rio Volta Negro, a alguns quilômetros a norte de Sungarundaga e leste de Sicasso. Em data incerta na primeira metade do século XVIII, força combinado liderada por Querê Mori e Magã Ulé sofreu severa derrota contra Dandé. Desde 1742/50, com a morte do fagama Famagã Tiebá Uatara (r. 1729–1742), foi uma das bases dos fagamas descendentes desse governante do Reino de Guirico. Sabana Uatara (r. 1885–1892), viveu junto de guerreiros dorobés de Dandé e os contratou para suprimir revoltas no planalto de Taguara.